# Кремпдорф
Кремпдорф (њем. Krempdorf) општина је у њемачкој савезној држави Шлезвиг-Холштајн. Једно је од 112 општинских средишта округа Штајнбург. Према процјени из 2010. у општини је живјело 259 становника. Посједује регионалну шифру (AGS) 1061054.

## Географски и демографски подаци
Кремпдорф се налази у савезној држави Шлезвиг-Холштајн у округу Штајнбург. Општина се налази на надморској висини од 5 метара. Површина општине износи 5,6 km². У самом мјесту је, према процјени из 2010. године, живјело 259 становника. Просјечна густина становништва износи 46 становника/km².